# Simning vid olympiska sommarspelen 1900

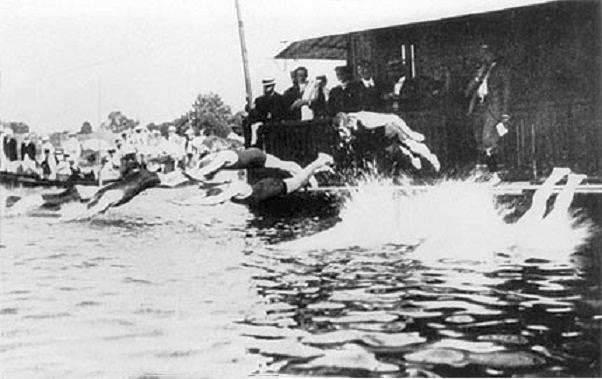
Starten på 4 000 meter frisim.

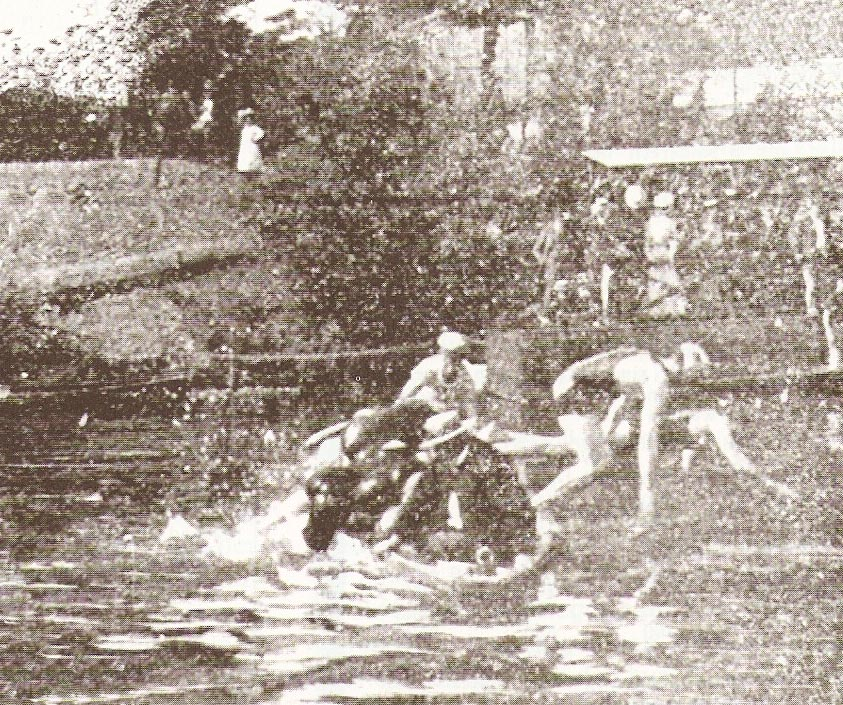
Simmare klättrar över en båt under hindersimningen.

Simningen vid olympiska sommarspelen 1900 i Paris bestod av sju grenar och hölls mellan den 11 och 19 augusti 1900 i Seine. Antalet deltagare var 76 tävlande från 12 länder.

## Medaljfördelning
| Pl. | Nation         | Guld | Silver | Brons | Totalt |
| --- | -------------- | ---- | ------ | ----- | ------ |
| 1   | Storbritannien | 2    | 0      | 1     | 3      |
| 2   | Australien     | 2    | 0      | 0     | 2      |
| 2   | Tyskland       | 2    | 0      | 0     | 2      |
| 4   | Frankrike      | 1    | 2      | 2     | 5      |
| 5   | Österrike      | 0    | 3      | 1     | 4      |
| 6   | Ungern         | 0    | 2      | 1     | 3      |
| 7   | Danmark        | 0    | 0      | 1     | 1      |
| 7   | Nederländerna  | 0    | 0      | 1     | 1      |

## Medaljörer
| Gren                            | Guld | Silver                                                                                         | Brons                                                                                                  |
| 200 m frisim Detaljer...        | Frederick Lane Australien                                                                                            | Zoltán Halmay Ungern                                                                           | Karl Ruberl Österrike                                                                                  |
| 1000 m frisim Detaljer...       | John Arthur Jarvis Storbritannien                                                                                    | Otto Wahle Österrike                                                                           | Zoltán Halmay Ungern                                                                                   |
| 4000 m frisim Detaljer...       | John Arthur Jarvis Storbritannien                                                                                    | Zoltán Halmay Ungern                                                                           | Louis Martin Frankrike                                                                                 |
| 200 m ryggsim Detaljer...       | Ernst Hoppenberg Tyskland                                                                                            | Karl Ruberl Österrike                                                                          | Johannes Drost Nederländerna                                                                           |
| 200 m lagsim Detaljer...        | Tyskland Deutscher Schwimm Verband Berlin Ernst Hoppenberg Max Hainle Julius Frey Max Schöne Herbert von Petersdorff | Frankrike Tritons Lillois Maurice Hochepied Victor Hochepied J. Bertrand Verbecke Victor Cadet | Frankrike Pupilles de Neptune de Lille René Tartara Louis Martin Désiré Merchez Jean Leuillieux Houben |
| 200 m hindersimning Detaljer... | Frederick Lane Australien                                                                                            | Otto Wahle Österrike                                                                           | Peter Kemp Storbritannien                                                                              |
| Undervattenssimning Detaljer... | Charles de Vendeville Frankrike                                                                                      | André Six Frankrike                                                                            | Peder Lykkeberg Danmark                                                                                |

## Deltagande nationer
Totalt deltog 76 simmare från 12 länder vid de olympiska spelen 1900 i Paris.
| - Australien (1) - Belgien (1) - Danmark (1) - Frankrike (47) - Italien (2) - Nederländerna (4) - Storbritannien (7) - Sverige (1) - Tyskland (6) - Ungern (1) - USA (2) - Österrike (3) |